# 蓝头蜂鸟
蓝头蜂鸟（学名：Riccordia bicolor），是雨燕目蜂鸟科的一种鸟类，该物种原属于单独的蓝头蜂鸟属（学名：Cyanophaia）。
蓝头蜂鸟体重约4.5克，翼长约59.8毫米，嘴峰长约19.3毫米，喙宽度约2.1毫米，喙厚度约1.7毫米，跗蹠长约4.7毫米，尾长约37.2毫米。蓝头蜂鸟在其分布区内为留鸟，其栖息在密集的高大树木组成的森林中，食性为草食性，主要食物来源是植物的花蜜。
蓝头蜂鸟分布于小安的列斯群岛中的多米尼加和马提尼克岛的山区。该物种是单型物种，没有亚种分化。